# Taishi Nishioka
Taishi Nishioka (født 28. juli 1994) er en japansk fodboldspiller, som spiller for den japanske fodboldklub FC Ryukyu.